# 零食

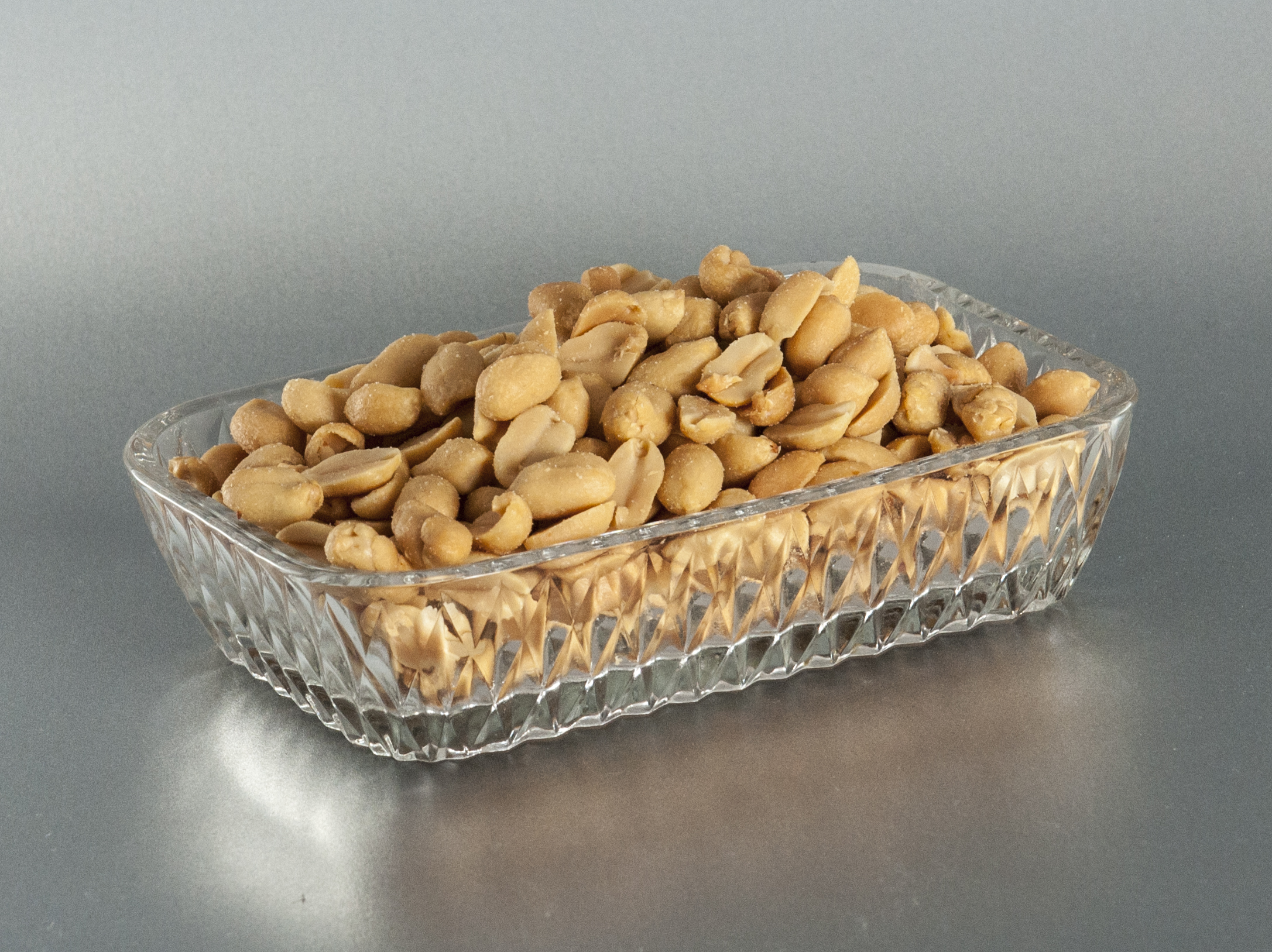
花生作為零食

零食，正餐以外零星的食物。又稱「零嘴」；另指散裝銷售量販、保存期長久、不一定需再次烹煮的非正餐食物。多為經油炸類、堅果類、乾燥類、醃製類（包括涼果、蜜餞）、烘炒類或者糖果、膨化類等等。

## 介紹
普通的零食可以是天然食品葵花籽、瓜子、枣、花生等，也可以是加工食品例如馬鈴薯片、蝦條、巧克力、口香糖、魷魚絲、芒果乾、餅乾和蒟蒻等等，而日式和歐美的零食在華人社區亦開始陸續盛行。因为生活的需求和經濟水平的提高，零食的种类也在陆续增加，亦配合市場需要而製造多種口味。

## 主要銷售途徑
一般零食多在士多（小商店）、超級市場與便利商店佔很重要的一環銷售項目，在香港和澳門則有開設提供自助選購的零食專賣店。零食是學校或者電影院的合作社（小賣部）的常見銷售項目之一，也成為看球賽或酒吧等娛樂方面的佐酒之物或者旅行者傍身。由於網路購物的興起，許多零食現在也可在網路販售與購買。

## 零食之副作用
由於要配合多種口味與長期保存的關係，一些零食會加入大量的防腐劑與人造色素、人造糖以調和口味與鮮艷的顏色。這也是食品安全部門重點監測與抽查的對象之一。香港有調查指出 （页面存档备份，存于）零食的脂肪與糖份的比例相當高，對未能自我節制的學生有損健康，也因此常被稱為「垃圾食物」，故香港一所聯營小食店在2006年新學期時在屬下之學校小賣部，以生果片、新鮮生果、粟米等代替薯片、蝦條作為「健康零食」。

## 相關書籍
- 《零食寶典》池和美 著，台灣三意文化2006年1月初版，ISBN 9868181321